# ITunes Originals (album de Death Cab for Cutie)
Pour les articles homonymes, voir ITunes Originals.
Albums de Death Cab for Cutie
Plans
(2005) Narrow Stairs
(2008)
iTunes Originals – Death Cab for Cutie (2005) est un album virtuel de la série iTunes Originals du groupe Death Cab for Cutie. Il contient des versions studios exclusives de chansons s'étendant sur toute la carrière de DCFC. Il comprend une interview avec Ben et Chris ainsi qu'une piste vidéo de la session d'enregistrement.

## Liste des pistes
1. iTunes Originals
2. Soul Meets Body (Version iTunes Originals)
3. Death Cab Begins
4. Hindsight
5. One Take on Bellingham
6. Amputations (Version iTunes Originals)
7. A Top Five Song of Ours
8. The Employment Pages
9. An Early Heartbreak Song
10. 405 (Version acoustique)
11. The Slow Fade from Holly to the Beaver
12. A Movie Script Ending
13. Underwater! (Version iTunes Originals)
14. What Changed with "Transatlanticism"
15. The Sound of Settling
16. A Series of Hello's
17. Someday You Will Be Loved (Version iTunes Originals)
18. You Won't Be Alone
19. I Will Follow You Into the Dark
20. The Drive
21. Crooked Teeth (Version iTunes Originals)
22. Introducing Title and Registration (Vidéo)
23. Title and Registration (Vidéo)
24. How the Band Works (Vidéo)
25. Crooked Teeth (Vidéo version iTunes Originals)
26. The Band as a Community (Vidéo)
27. Someday You Will Be Loved (Vidéo version iTunes Originals)